# Сива тангара
Сивата тангара (Tangara inornata) е вид птица от семейство Тангарови (Thraupidae).

## Разпространение
Видът е разпространен в Колумбия, Коста Рика и Панама.